# Emil Dragúň
Emil Dragúň (27. února 1944, Komjatice – 25. července 2006, Komjatice) byl slovenský filosof, fyzik, vědec, vysokoškolský pedagog a autor vysokoškolských učebnic. Zabýval se také otázkami prostoru, času a vědy. Publikoval více než 160 odborných příspěvků, byl realizátorem projektů KEGA a VEGA, autorem učebnic Dějin filosofie a několik knih.

## Život
Absolvoval obor filozofie na Filozofické fakultě Univerzity Komenského a mezioborové studium fyziky (1967). Působil na Vysoké škole zemědělské (SPU) v Nitře (1970 - 1984) na Katedře filozofie, která se transformovala na Ústav marxizmu-leninizmu (ÚML).
Rigorózní zkoušku vykonal v roce 1973 a v roce 1976 kandidátskou dizertační práci (CSc.) na téma "K problém univerzálnosti prostoru a času". Pak působil na Pedagogické fakultě v Nitře. Od roku 1990 byl vedoucím Katedry filosofie. Současně byl proděkanem PF v Nitře (1989 - 1991). Po změně PF na UKF se stal prorektorem pro vědu a výzkum. V roce 1999 získal titul docent a titul profesor získal v roce 2003.

## Dílo
- Dějiny filozofie II. (Emil Dragúň, Ján Dříza). Univerzita Konštantína Filozofa, 1997, 2000 [4][5]
- Dějiny filozofie I. (Emil Dragúň, Ján Dříza). Univerzita Konštantína Filozofa, 2000
- Antológia z dejín logického myslenia. Nitra : Univerzita Konštantína Filozofa, 1999. ISBN 80-8050-277-3.[6]
- K problematike podstaty obrazu sveta / Emil Dragúň. - Nitra : UKF, 1998. - ISBN 80-8050-211-0. Antológia z dejín filozofie. Antika, stredovek, renesancia. Nitra, Univerzita Konštantína Filozofa Fakulta humanitných vied 1997
- Philosophica 4. Nitra: Univerzita Konštantína Filozofa, 2000. 136 s. ISBN 80-8050-379-6.
- Základy Empedoklovej filozofie. Nitra: Univerzita Konštantína Filozofa, 1999. ISBN 80-8050-252-8.[7]
- Philosophica 3. Nitra: Univerzita Konštantína Filozofa, 1999. 102 s. ISBN 80-8050-268-4.[8]
- K problematike podstaty obrazu sveta. In: Acta nitriensiae 1. Zborník FF UKF v Nitre, 1998 [9]
- Obraz sveta, jeho podstata, historické modifikácie a význam. Nitra: Vysoká škola pedagogická, 1995. ISBN 80-8050-032-0.
- Základy skutočnosti v predsokratovskej filozofii. Nitra : VŠPg, 1995. ISBN 80-8050-003-7.[10]
- Antológia k systémovej filozofii. Nitra: Vysoká škola pedagogická, 1994[11]
- Eidoly v poeleatskej prírodnej filozofii a u Epikura. In: Filozofia, 1994
- Zborník z vedeckých prác pedagógov katedry filozofie FHV VŠPg. Nitra: Vysoká škola pedagogická, 1993
- Učebné texty z občianskej náuky. Nitra: Vysoká škola pedagogická, 1993
- Dejiny filozofie. Zv. 1. Časť. 1. (Emil Dragúň, Ján Vajda). Dejiny starovekej filozofie. Časť 2. Dejiny stredovekej a renesančnej filozofie. Nitra, Pedagogická fakulta v Nitre 1992[12]
- Čítanka z dejín filozofie. Nitra : Pedagogická fakulta, 1990[13]
- GEOCENTRIZMUS, JEHO TYPY A SVETONÁZOROVÝ VÝZNAM. In: Filozofia, 1989
- Encyklopedické dielo o vzťahu filozofie a prírodných vied. In: Ateizmus. Roč. 17, č. 1, 1989
- Antická filozofia a pôvod kresťanstva. In: Ateizmus. Roč. 17, č. 5, 1989
- Marxisticko-leninská filozofia 1. Dialektický materializmus : Metodické texty pre poslucháčov s aprobáciou občianska náuka. In: Nitra: Pedagogická fakulta, 1988
- Dejiny filozofie pre poslucháčov občianskej náuky (Ján Vajda ; Emil Dragúň, Dana Fobelová, František Mihina). Nitra : Pedagogická fakulta, 1988
- Antológia z dejín filozofie : Pre poslucháčov s aprobáciou občianska náuka (Ján Vajda ; Emil Dragúň, František Mihina, Ľudmila Trokošová, Dana Fobelová). Nitra : Pedagogická fakulta, 1987
- Objektívna dialektika a problém "možných" svetov. In: Filozofia, 1986
- Mýtus a jeho svet. In: Filozofia, 1986
- Metodologické východisko marxistického skúmania časuIn: Filozofia, 1985
- Svetonázorový význam syntézy vedeckého poznania /vo výchove poslucháčov VŠP v Nitre. In: Zborník Ústavu marxizmu-leninizmu pri Vysokej škole poľnohospodárskej v Nitre 13/1983. Bratislava: Príroda, 1983
- MYTOLOGICKÉ CHÁPANIE PRIESTORU A ČASU. In: Filozofia, 1981
- K problémom kresťanského chápania času ľudského bytia. In: Ateizmus. Roč. 7, č. 2, 1979
- Dialektický materializmus : názorné učebné pomôcky (Alfréd Štuller, Emil Dragúň). Nitra : Vysoká škola poľnohospodárska, 1979
- Kultúra a náboženstvo. In: Ateizmus . - Roč. 6, č. 3, 1978
- Vzťah teológie k vede. In: Ateizmus. Roč. 5, č. 1, 1977
- K formovaniu socialistického vedomia spoločnosti : Zborník Ústavu marxizmu-leninizmu pri Vysokej škole poľnohospodárskej v Nitre (Jozef Zima, Ján Vajda, Cyril Diatka, A. V. Jartys, Koloman Kahan, Alena Barabásová, Emil Dragúň, Oľga Škodová, Viliam Jánoš, Mária Kmeťová, Marek Árendáš, Štefan Gulači, L. Turčan, Štefan Mozola). Bratislava: Príroda S.l.: VŠP v Nitre, 1977
- Kategórie priestoru a času v systéme kategórií dialektiky In: Filozofia, 1979
- FILOZOFICKÉ PROBLÉMY TEÓRIE RELATIVITY V SOVIETSKEJ FILOZOFII DVADSIATYCH A TRIDSIATYCH ROKOV. In: Filozofia, 1976
- PODMIENKY POZNÁVANIA A PROBLÉM UNIVERZÁLNOSTI PRIESTORU A ČASU. In: Filozofia, 1976
- O VÝVOJI KATEGÓRII PRIESTORU, ČASU A POHYBU. In: Filozofia, 1974
- ELIMINAČNÉ KONCEPCIE PRIESTORU A ČASU. In: Filozofia, 1973
- NIEKTORÉ ASPEKTY PROBLEMATIKY PRIESTORU A ČASU. In: Filozofia, 1972
- TEÓRIA ÚROVNÍ A OBJEKTÍVNA REALITA. In: Filozofia, 1971
- PRIESTOR A ČAS VO FYZIKE. In: Filozofia, 1970[14]